# Mårten Skinnares hus
Mårten Skinnares hus er et velbevaret stenhus fra senmiddelalderen, som står i Vadstena, Sverige. Huset är namngivet efter Mårten Nilsson Skinnare.

## Historie
I 1519 fik Mårten Skinnare tre husgrunde af Vadstena kloster, der lå op mod klostrets mur. Han opførte Vadstena hospital for de fattige. Hospitalet bestod af en større bygning med tre fløje, der allere havde høje kældre, samt et træhus.
Stenhusets udseende blev ændret i 1700-tallet, da taget blev sænket og de oprindelige kamtakker blev fjernet. huset blev anvendt i hospitalsregi helt frem til 1930'erne uden at blive moderniseret. Huset er i dag ommøbleret, men derudover er bygningen stort set ikke blevet forandret siden opførslen.
I det lille kammer på overetagen er der rester af bibelske kalkmalerier på væggene, men det er primært glorien der kan ses i dag. På samme vægs yderside er et bevaret privet. Inde i nordmuret findes en meget smal trappe. I kælderen opbevares den originale sten fra Mårten Skinnares grav. Ved gravpladsen udenfor Vadstena klosterkirke finds en kopi.
Sidan 1993 har huset været forvaltet af Statens fastighetsverk.

## Galleri
- Privet (toilet) på Mårten Skinnares hus i Vadstena.
- Privetet indefra.
- Relief på konsolstenen på Mårten Skinnares hus. Ansigtet har tveskæg som det var almindeligt i 1500.[1]

## litteratur
- Söderström, Göran. "Mårten Skinnares hus och hospital".  I Göran Söderström (red.). 600 år i Vadstena. Vadstena. s. 333–341. ISBN 91-7031-110-2.